# Tsukahara Bokuden

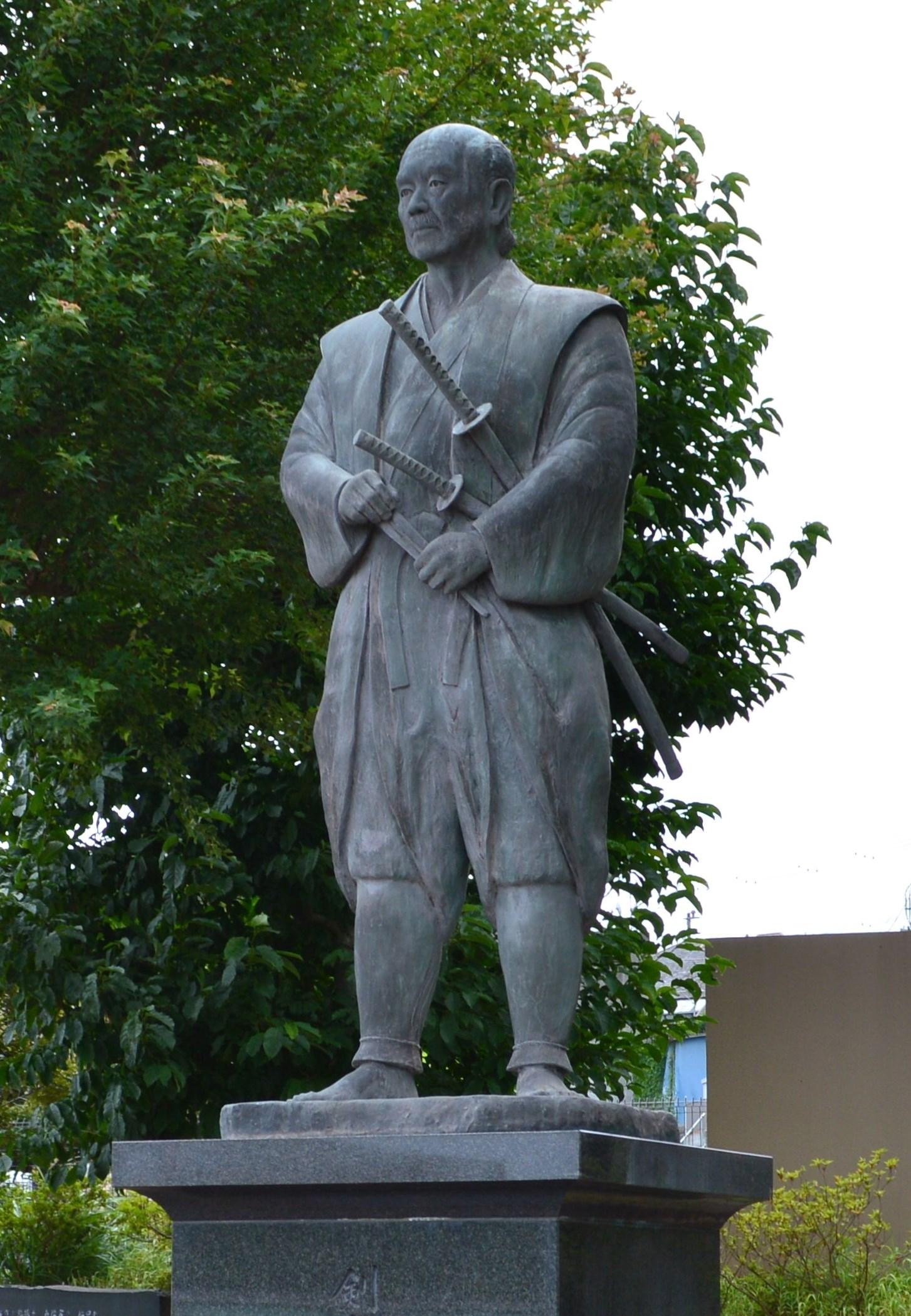
Denkmal für bokuden in Kashima (Foto 2013)

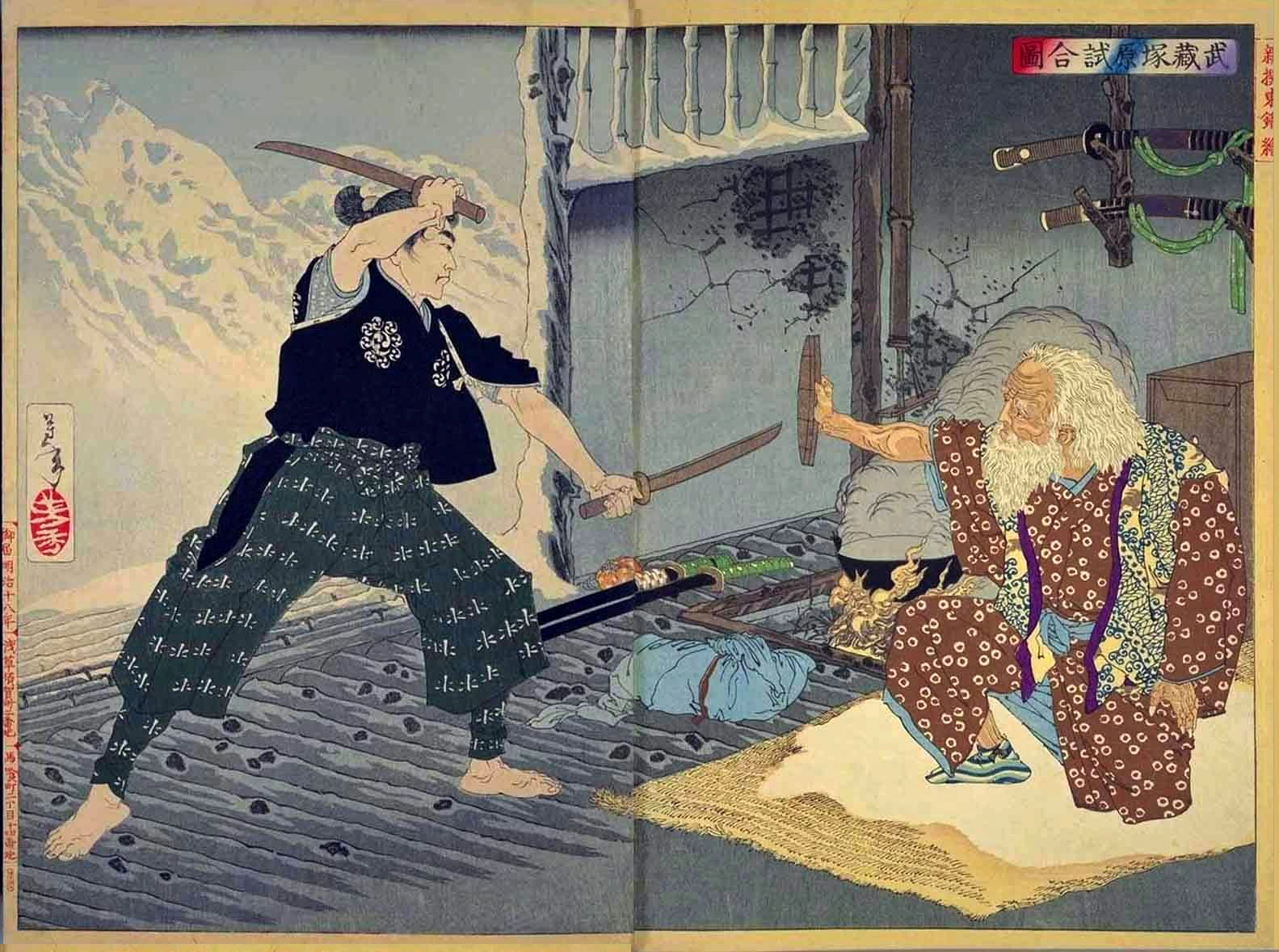
Ukiyo-e-Druck des angeblichen Kampfes von Tsukahara Bokuden und Miyamoto Musashi

Tsukahara Bokuden (jap. 塚原 卜伝; * 1489; † 1571) war ein japanischer Schwertmeister und Samurai während der Sengoku-Zeit. 
Er gilt als einer der bekanntesten historischen Schwertmeister Japans und entwickelte den Kashima-Kampfstil (Kashima Shintō-ryū).
Viele Informationen über Tsukahara Bokuden existieren nur in Form von Anekdoten und mündlicher Überlieferung. Bekannt ist jedoch, dass er 1552 den damals 17-jährigen Shōgun Ashikaga Yoshiteru im Schwertkampf ausbildete. Er bezeichnete die von ihm entwickelte Kampftechnik Kashima Shintō-ryū nach dem Kashima-jingū, an dem sein Vater ein Shintō-Priester war.